# ビオラントロン
ビオラントロン (Violanthron) は、ジベンズアントロンとしても知られる有機化合物であり、建染染料および他の建染染料の前駆体である。X線結晶構造解析で、分子が C2v対称で平面であることが確認されている。異性体のイソビオラントロンは中心対称性構造を持っている。

## 合成
ビオラントロンは、二分子のベンズアントロンを結合させることにより生成される。 